# Passport (band)
Passport was een Duitse fusion- en jazzband.

## Geschiedenis
Eind jaren 1960 presenteerde Klaus Doldinger zijn kwartet onder het pseudoniem Paul Nero, dat gebaseerd was op bluesrock en soulmuziek. Passport is voortgekomen uit Doldingers commerciële project Motherhood en wordt naar aanleiding van hun grote invloed vergeleken met de Amerikaanse band Weather Report. Zijn jazzkwartet werd ontbonden. Op Passports eerste album (zoals bij Motherhood) speelde de toen nog onbekende Udo Lindenberg de drums, de andere muzikanten, saxofonist Olaf Kübler, organist Jimmy Jackson en bassist Lothar Meid kwamen uit het studiocircuit van München. Sommigen van hen werken ook voor krautrock-bands.
Met de albums geproduceerd door Siggi Loch en uitgegeven door Atlantic Records en in het live concert maakte Doldinger met deze band indruk op zijn publiek met pakkende melodielijnen over een meeslepende groove. Met de e-bassist Wolfgang Schmid, de toetsenist Kristian Schultze en drummer Curt Cress, evenals incidentele gasten, slaagde de band erin om tussen 1973 en 1976 een met soulinvloeden populaire jazz vast te leggen, waarvan de sound toch voor Doldinger herkenbaar bleef.
Vanaf 1977 waren er wisselingen in de bezetting. Aanvankelijk ging Kristian Schultze met pensioen. Met de nieuwkomers Elmer Louis (percussie) en Roy Louis (gitaar) was de muziek van de band enigszins georiënteerd op latin jazz en werd ze gracieuzer.
De leadstem van Klaus Doldinger en de muzikale leiding van zijn band zijn door de jaren heen constant gebleven. Passport heeft tot op de dag van vandaag talloze albums uitgebracht. In het voorjaar van 2006, ter gelegenheid van het 35-jarig jubileum, trad Doldinger opnieuw op met Wolfgang Schmid op de e-bas.

## Bezetting
Actuele bezetting
- Klaus Doldinger (sopraansaxofoon, tenorsaxofoon, keyboards, synthesizer)
- Michael Hornek (keyboards, sinds 2009)
- Ernst Ströer (percussie, sinds 1989)
- Martin Scales (gitaar)
- Christian Lettner (drums, sinds 2000)
- Biboul Darouiche (percussie, sinds 1995)
- Patrick Scales (e-basgitaar, sinds 1994)

Voormalige leden
- Olaf Kübler (tenorsaxofoon, 1971)
- Lothar Meid (e-basgitaar, 1971)
- Jimmy Jackson (orgel, 1971)
- Udo Lindenberg (drums, 1971)
- John Mealing (keyboards, orgel, 1972)
- Wolfgang Schmid (e-basgitaar, 1972–1977)
- Bryan Spring (drums, 1973)
- Frank Roberts (keyboards, orgel, 1973)
- Curt Cress (drums, 1973–1983)
- Kristian Schultze (keyboards, orgel, 1973–1978)
- Hermann Weindorf (keyboards)

(vervolg)
- Dieter Petereit (basgitaar)
- Kevin Mulligan (zang, gitaar)
- Willy Ketzer (drums)
- David Crigger (drums)
- Victoria Miles (zang)
- Roy Louis (gitaar)
- Peter O’Mara (gitaar)
- Hendrik Schaper (keyboards, synthesizer, 1977–1981)
- Wolfgang Haffner (drums, 1989–2000)
- Roberto Di Gioia (keyboards, 1990–2009)
- Jochen Schmidt-Hambrock (contrabas, e-basgitaar, 1987–1995)

Gasten
- Brian Auger (orgel, 1973, 1988)
- Alexis Korner (zang, gitaar, 1973)
- Johnny Griffin (tenorsaxofoon, 1973)
- Volker Kriegel (gitaar, 1973)
- Pete York (drums, 1973)
- Alphonse Mouzon (drums, 1988)
- Majid Bekkas (gimbri, 2006, 2009)

## Discografie

### Albums
- 1971: Passport
- 1972: Second Passport
- 1973: Hand Made
- 1973: Looking Thru
- 1974: Doldinger Jubilee Concert
- 1975: Doldinger Jubilee '75
- 1975: Cross-Collateral
- 1976: Infinity Machine
- 1977: Iguaçu
- 1977: 2 Originals Of Passport (Bevat alle stukken die eerder als Passport en Second Passport werden uitgebracht)
- 1977: Ataraxia (in sommige landen ook Sky Blue)
- 1978: Garden Of Eden
- 1980: Lifelike

- 1980: Oceanliner
- 1981: Blue Tattoo
- 1982: Earthborn
- 1983: Man In The Mirror
- 1985: Running In Real Time
- 1986: Heavy Nights
- 1988: Talk Back
- 1990: Balance Of Happiness
- 1991: Blues Roots
- 1993: Down To Earth
- 1995: Spirit Of Continuity – The Passport Anthology
- 1996: Passport To Paradise
- 1997: Passport Control

- 1998: Move
- 2000: Passport Live
- 2001: RMX Vol.1
- 2003: Back To Brazil
- 2006: Passport To Morocco
- 2008: Passport On Stage
- 2010: Back To Brazil – DVD
- 2011: Inner Blue
- 2011: Symphonic Project
- 2011: Original Album Series
- 2013: Original Album Series Vol.2
- 2015: En Route
- 2016: Doldinger